# Yeah Yeah Yeahs
Yeah Yeah Yeahs es una banda de indie rock formada en Nueva York. Desde sus inicios, la banda ha estado compuesta por la vocalista y pianista Karen O, el guitarrista Nick Zinner y el baterista Brian Chase, quienes en actuaciones en vivo se complementan con David Pajo. Su música, es una mezcla de estilos retro con guitarras punk/rock fuertes, sonidos sintéticos y chillones, erráticos y voces melancólicas.
La banda se formó en 2000 y ha grabado cuatro álbumes de estudio: el primero, Fever to Tell, fue lanzado en 2003; el segundo, Show Your Bones, se lanzó en 2006 y fue nombrado el segundo mejor álbum del año por la revista NME; el tercero, It's Blitz!, fue lanzado el 31 de marzo de 2009 en los Estados Unidos y el 6 de abril en el resto del mundo; el cuarto, Mosquito que fue lanzado a la venta el 15 de abril de 2013.

## Historia

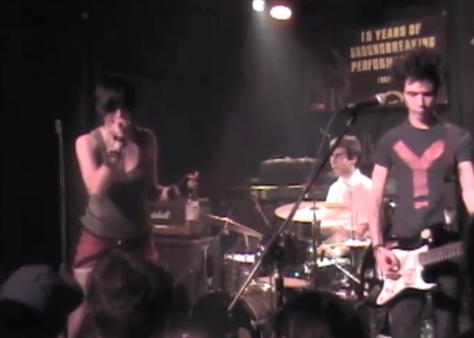
Yeah Yeah Yeahs por sus comienzos, en el 2002.

### Formación
Karen O y Brian Chase se conocieron como estudiantes en la universidad de Oberlin College en Ohio en los últimos años de los 90's cuando Chase era un estudiante de Jazz.
Tiempo después Karen se trasladó a la universidad de Nueva York y fue en un bar local donde conoció a Nick Zinner donde formaron una conexión instantánea.
Karen O y Nick Zinner formaron un dúo acústico llamado "Unitard" pero decidieron tomar un camino más punk por la escena que sucedió en ese tiempo en Ohio. Tocaron algunas canciones pero el baterista se retiró y fue cuando Karen O llama a Brian Chase para integrarse a la banda.
El nombre de la banda fue inspirado en que muchos neoyorquinos, al momento de contestar, respondían con "Yeah Yeah".
En el primer ensayo, escribieron muchas canciones y, rápidamente, terminaron siendo teloneros de bandas como The Strokes y The White Stripes, ganando gran público por su carismática vocalista y su desempeño sobre el escenario.
A finales del 2001, los Yeah Yeah Yeahs, lanzaron su EP homónimo debut. Y, fue a principios del 2002, que la banda entró en mundos internacionales, apareciendo en South by Southwest, recorriendo los Estados Unidos y Europa e interpretando su propia gira por el Reino Unido.
Durante estos principios, se les apodaba como los salvadores del punk.

### Fever to Tell
En 2003, la banda lanzó su álbum Fever to Tell, que recibió gran cantidad de comentarios positivos y admiración por parte de industrias musicales, vendiendo más de 750,000 copias en todo el mundo. Su tercer sencillo, "Maps", se reprodujo de manera brutal por toda la radio alternativa internacional. En 2010, la revista Rolling Stone, clasificó "Maps" en el lugar 386 dentro de "Las 500 mejores canciones de todos los tiempos".
El vídeo de "Y Control" fue dirigido por Spike Jonze.
En el 2004, la banda lanzó su primer DVD Tell Me What Rockers to Swallow. El DVD, incluye un concierto grabado en The Fillmore en San Francisco, todos los vídeos de la banda y varias entrevistas.
En noviembre de 2009, NME colocó a Fever to Tell en el N.5 de los mejores álbumes de la década.

### Show Your Bones
Su segundo álbum, Show Your Bones, fue lanzado el 28 de marzo de 2006. Karen O, confesó que este álbum es lo que sucede cuando uno coloca su dedo en un enchufe para la luz, acreditando al niño maravilla Drake Barrett de 9 años de edad.
El primer sencillo del álbum es "Gold Lion", y fue lanzado el 20 de marzo de 2006, alcanzando el número 18 en la lista de popularidad del Reino Unido. Se ha señalado que "Gold Lion" suena muy similar a "No New Tale To Tell", de la banda alternativa Love and Rockets.
La banda, estuvo de gira por Europa y Estados Unidos durante gran parte del 2006 y, también, por varios países de Latinoamérica, como México, Argentina, Chile.
En diciembre de 2006, el álbum fue nombrado el segundo mejor álbum del año por la revista NME, así como "Cheated Hearts" que fue votado por el público como la mejor canción, quedando en el puesto número 10.
La revista Rolling Stone, lo nombró el álbum número 44 entre los mejores 100 del 2006, mientras que la revista Spin, lo alineó en el número 31 de sus 40 mejores álbumes.

### Is Is(EP)
Los Yeah Yeah Yeahs, lanzaron un EP titulado Is Is que fue publicado el 24 de julio de 2007.
El disco, incluye 5 canciones inéditas y un cortometraje que fue grabado y filmado en GlassLands Gallery, en Brooklyn, NY.
Las canciones, fueron escritas durante la gira de Fever to Tell y Show Your Bones y las tocaban en vivo con frecuencia. Tres de las cinco canciones, formaron parte del DVD Tell Me What Rockers to Swallow.

### It's Blitz!

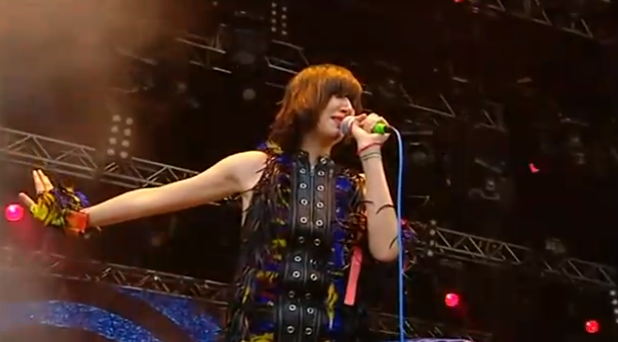
La vocalista de Yeah Yeah Yeahs, Karen O

El siguiente álbum del trío Neoyorquino, fue lanzado en abril de 2009 y lleva por nombre It's Blitz!.
El grupo, hablo sobré su nuevo material, diciendo que sonaban diferentes a sus anteriores trabajos, pero que todavía son los Yeah Yeah Yeahs.
Se tenía previsto lanzarlo el 13 de abril, pero después de una filtración en Internet el 22 de febrero, el sello de la banda, Interscope, adelanto la fecha de salida para reducir el impacto en línea.
El álbum cuenta con tres sencillos: "Zero", descrita como la mejor canción para abrir un álbum. "Heads Will Roll" y "Skeletons".
It's Blitz!, fue nombrado como el segundo mejor álbum del año por la revista Spin y el mejor tercer álbum del 2009 por la revista NME, junto con "Zero" y "Heads Will Roll", que aparecen como las mejores canciones del año.

### Yeah Yeah Yeahs: DVDLive From London(2009)
Al final de la gira de It's Blitz!, la banda lanzó un segundo DVD donde se presentaban en Academy Brixton, Londres. El DVD, solo se pudo adquirir por iTunes y a las pocas horas ya estaba agotado. Tiene una duración de 80 minutos y cuenta con un total de 16 canciones.

### Mosquito
El 9 de diciembre de 2012, Karen O informa a la NME que habían estado trabajando con nueva música, dando a entender que, posiblemente, haya un nuevo álbum. Pero KCRW Radio, días después, informó que los Yeah Yeah Yeahs están trabajando en un nuevo álbum para ser lanzado a principios del 2013.
El 17 de diciembre de 2012, la banda informó a través de sus cuentas de Twitter/Facebook/Instagram, que el cuarto álbum será lanzado en la primavera del 2013.
El 14 de enero de 2013, se anunció a través de su página oficial de Facebook, que el nuevo álbum se titulaba Mosquito y que saldría a la venta el 13 de abril de 2013 en el resto del mundo.

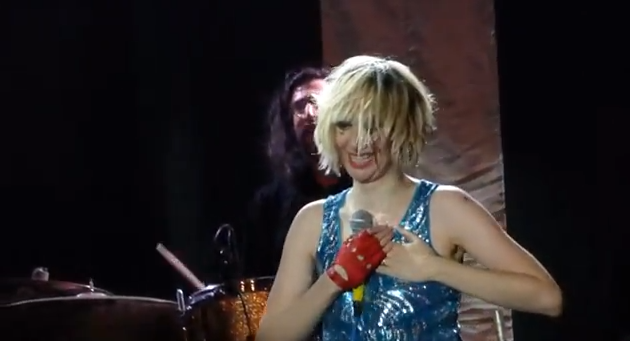
Karen O durante la gira de Mosquito.

## Actuaciones en vivo
La energía de Karen O durante las presentaciones en vivo, ha provocado que sea llamada la nueva diva del rock de este siglo. En sus actuaciones, es común que haga headbanging, así como escupir cerveza o agua hacia el aire o meterse el micrófono en la boca mientras canta.

## Miembros
- Karen O - Voz, Guitarra (2000-presente)
- Nick Zinner - Guitarra, Teclado (2000-presente)
- Brian Chase - Batería, Percusión (2000-presente)

## Discografía
- 2003: Fever to Tell
- 2006: Show Your Bones
- 2009: It's Blitz!
- 2013: Mosquito
- 2022: Cool It Down

## Nominaciones al Grammy
- 2004 - Fever to Tell[1] - Mejor Álbum de Música Alternativa - Nominado

- 2007 - Show Your Bones[2] - Mejor Álbum de Música Alternativa - Nominado

- 2010 - It's Blitz![3] - Mejor Álbum de Música Alternativa - Nominado